# 普雄镇
普雄镇，是中华人民共和国四川省凉山彝族自治州越西县下辖的一个乡镇级行政单位，为普雄地区的核心地带。普雄镇坐落于普雄河谷上，有245国道、成昆铁路经过，距越西县县城37千米，平均海拔2350米，最高海拔2756米，最低海拔1943米。
全镇耕地12722.65亩（其中基本农田5571.5亩)、林地6874亩、草原1260亩：2023年，全年农作物播种面积25200亩、产量7570吨，以种植水稻、玉米、洋芋等为主；烤烟面积2030亩, 产量26.39吨。

## 历史
普雄地区为原越嶲县的彝族聚居区，广义的普雄地区包括普雄河谷的中普雄、下普雄（洛木拉达）和上普雄；狭义的普雄仅指中乐青地、贡莫、拉白、德吉、普雄（过去称瓦吉木）四乡一镇，面积158.70平方公里。清政府时期曾设普雄土千户，后被黑彝家支武装逐出。清朝嘉庆、道光年间，越西常守备、四川提督数次进军普雄，均失败。1940年，国民政府因因受軍政力量的局限，设立普雄特別政治指導區，属宁属屯垦委员会，继续由原果基、阿侯、勿雷三个黑彝家支管治。
1944年，西康省政府以“不服政令，普种鸦片，素行抢劫，扰乱后防”为由呈请蒋介石后于1945年3月成立寧屬剿匪總指揮部，并于1945年至1946年间数次进剿普雄，但因当地家支头人联合发起起义而失败。1946年12月国军在轰炸机、运输机、侦察机各一架的协助下进攻普雄，最终当地家支同意谈和。和谈过程中，国民政府扣押了各家支派来的谈判代表，要求其各支头人选派各自的儿子到西昌边民实验学校“坐质读书”，以换取扣押人质:515。
中国人民解放军于1950年8月进驻越西县城，1951年3月开始进入普雄“剿匪”。1952年4月30日，中共四川省及凉山州委批准设立普雄县，在当地组织支头座谈会，拟定并通过《普雄县彝族团结公约》。1954年10月，解放军在平息今美姑县的叛乱后，进军普雄各地区，完成整个凉山的控制。因当地彝族奴隶主于1955年12月发起叛乱，州委决定加速改革进程，于1956年正式成立普雄县，1960年1月7日并入越西县。1986年3月27日原瓦吉木乡撤销，设立普雄镇:56-58
1970年成昆铁路通车，在普雄设立普雄区段站，打通了交通闭塞的普雄河谷向外界联系的通道。尤其是改革开放后，普雄迅速成为大凉山的商品聚散中心，辐射凉山州昭觉、美姑、金阳、雷波、布拖“东五县”。普雄站附近的什木地村周围形成了外来者社区，驻扎铁路行车公寓、工务段、电务段、水务段、军供站等铁路单位及旅馆、餐馆、卡拉OK厅、超市、理发店等商业设施。
2021年1月12日，撤销德吉乡，将原德吉乡和原乐青地乡渣普村所属行政区域划归普雄镇管辖。

## 行政区划
普雄镇下辖以下地区：
瓦吉木社区、瓦吉木村、优吾村、呷古村、且拖村、牛洛村、什么地村、沙米村、尔果村、曲可地村、呷拖村、尔木村和阳坡村。
原德吉乡下辖以下地区：
祝基村、德吉村、亩格村、依尔村和三合村。